# بوهدان وسولوفسکی
بوهدان وسولوفسکی (انگلیسی: Bohdan Vesolovsky; ۳۰ مهٔ ۱۹۱۵ – ۱ ژانویهٔ ۱۹۷۱) آهنگساز اهل اوکراین  بود.